# ジロ・デ・イタリア 1994
ジロ・デ・イタリア 1994（Giro d'Italia 1994）は、ジロ・デ・イタリアの77回目のレース。1994年5月22日から6月12日まで行われた。全22ステージ。全行程3738km。
ミゲル・インドゥラインの総合3連覇を阻止したエフゲニー・ベルズィンが、ロシア国籍選手として初めてジロ・デ・イタリアで総合優勝を果たした。また、ジャモリディネ・アブドヤパロフが、史上2人目の全グランツールポイント賞獲得を果たした大会となった。

## 最終成績

### 個人総合成績
|    | 選手名                         | 国籍           | 時間            |
| -- | ------------------------------ | -------------- | --------------- |
| 1  | エフゲニー・ベルズィン         | ロシア         | 100時間41分21秒 |
| 2  | マルコ・パンターニ             | イタリア       | +2分51秒        |
| 3  | ミゲル・インドゥライン         | スペイン       | +3分23秒        |
| 4  | パヴェル・トンコフ             | ロシア         | +11分16秒       |
| 5  | クラウディオ・キアプッチ       | イタリア       | +11分55秒       |
| 6  | ネルソン・ロドリゲス           | コロンビア     | +13分17秒       |
| 7  | マッシモ・ポデンツァーナ       | イタリア       | + 14分35秒      |
| 8  | ジャンニ・ブーニョ             | イタリア       | + 14分26秒      |
| 9  | アルマン・ド・ラ・キュエヴァス | フランス       | + 15分35秒      |
| 10 | アンドリュー・ハンプステン     | アメリカ合衆国 | + 17分21秒      |

### ポイント賞
|   | 選手名                         | 国籍           | ポイント |
| - | ------------------------------ | -------------- | -------- |
| 1 | ジャモリディネ・アブドヤパロフ | ウズベキスタン | 202      |
| 2 | エフゲニー・ベルズィン         | ロシア         | 182      |
| 3 | ジャンニ・ブーニョ             | イタリア       | 148      |

### 山岳賞
|   | 選手名                 | 国籍     | ポイント |
| - | ---------------------- | -------- | -------- |
| 1 | パスカル・リシャール   | スイス   | 78       |
| 2 | ミケーレ・コポッリーロ | イタリア | 58       |
| 3 | マルコ・パンターニ     | イタリア | 44       |

### マリア・ローザ保持者
| 選手名                         | 国籍     | 首位区間 |
| ------------------------------ | -------- | -------- |
| エンドリオ・レオーニ           | イタリア | 第1(A)   |
| アルマン・ド・ラ・キュエヴァス | フランス | 第1(B)   |
| モレノ・アルジェンティン       | イタリア | 第2-第3  |
| エフゲニー・ベルズィン         | ロシア   | 第4-最終 |

## エピソード
- 当時テレビ東京系で放送されていた独占!!サイクルスポーツにおいて、日本のテレビ局として初めてジロ・デ・イタリアの模様を紹介したのが当レースであった。